# Zweden op de Olympische Winterspelen 1998
Tijdens de Olympische Winterspelen van 1998, die in Nagano (Japan) werden gehouden, nam Zweden voor de achttiende keer deel.

## Medailleoverzicht
| Sport       | Olympiër                                                                               | Discipline            | Medaille |
| ----------- | -------------------------------------------------------------------------------------- | --------------------- | -------- |
| Alpineskiën | Pernilla Wiberg                                                                        | afdaling (v)          | Zilver   |
| Langlaufen  | Niklas Jonsson                                                                         | 50 km vrije stijl (m) | Zilver   |
| Curling     | Elisabet Gustafson Katarina Nyberg Louise Marmont Elisabeth Persson Margaretha Lindahl | vrouwen               | Brons    |

## Deelnemers en resultaten
(m) = mannen, (v) = vrouwen 

### Alpineskiën
| Olympiër         | Discipline       | Resultaat | Prestatie                             |
| ---------------- | ---------------- | --------- | ------------------------------------- |
| Martin Hansson   | reuzenslalom (m) | dnf-1     | opgave run 1                          |
| Martin Hansson   | slalom (m)       | dnf-1     | opgave run 1                          |
| Patrik Järbyn    | afdaling (m)     | 10e       | 1.51,22 (+1,11)                       |
| Patrik Järbyn    | super g (m)      | 6e        | 1.35,72 (+0,90)                       |
| Patrik Järbyn    | reuzenslalom (m) | 21e       | 2.43,82 (+5,31) 1.23,19+1.20,63       |
| Patrik Järbyn    | combinatie (m)   | dnf-s1    | opgave slalom run 1                   |
| Fredrik Nyberg   | super g (m)      | 10e       | 1.36,31 (+1,49)                       |
| Fredrik Nyberg   | reuzenslalom (m) | 10e       | 2.40,95 (+2,44) 1.22,32+1.18,63       |
|                  |                  |           |                                       |
| Martina Fortkord | reuzenslalom (v) | 14e       | 2.56,35 (+5,76) 1.21,99+1.34,36       |
| Martina Fortkord | slalom (v)       | dns-2     | niet gestart slalom run 2 53,25+dns   |
| Ylva Nowén       | reuzenslalom (v) | dnf-1     | opgave run 1                          |
| Ylva Nowén       | slalom (v)       | 12e       | 1.36,33 (+3,93) 48,07+48,26           |
| Anna Ottosson    | reuzenslalom (v) | 7e        | 2.53,81 (+3,22) 1.20,48+1.33,33       |
| Anna Ottosson    | slalom (v)       | 10e       | 1.35,24 (+2,84) 47,31+47,93           |
| Pernilla Wiberg  | afdaling (v)     | Zilver    | 1.29,18 (+59,29)                      |
| Pernilla Wiberg  | super g (v)      | 14e       | 1.18,88 (+0,86)                       |
| Pernilla Wiberg  | reuzenslalom (v) | 11e       | 2.55,40 (+4,81) 1.21,48+1.33,92       |
| Pernilla Wiberg  | slalom (v)       | dnf-1     | opgave run 1                          |
| Pernilla Wiberg  | combinatie (v)   | dnf-s1    | opgave slalom run 1 afdaling: 1.28,86 |

### Biatlon
| Olympiër                                                                    | Discipline             | Resultaat | Prestatie |
| --------------------------------------------------------------------------- | ---------------------- | --------- | --- |
| Fredrik Kuoppa                                                              | 10 km (m)              | 21e       | 29.22,0 (+2.05,8) pen.: 2 (0 + 2) |
| Fredrik Kuoppa                                                              | 20 km (m)              | 39e       | 1:01.59,2 (+5.42,8) pen.: 2 (0 + 0 + 1 + 1) |
| Mikael Löfgren                                                              | 10 km (m)              | 25e       | 29.31,6 (+2.15,4) pen.: 1 (0 + 1) |
| Mikael Löfgren                                                              | 20 km (m)              | 20e       | 1:00.00,3 (+4.43,9) pen.: 2 (0 + 2 + 0 + 0) |
| Team Mikael Löfgren Jonas Eriksson Tord Wiksten Fredrik Kuoppa              | 4x7,5 km estafette (m) | 10e       | 1:25.25,7 (+3.49,5) pen.: 0-14 21.01,0 pen.: 0-5 (0-3 + 0-2) 21.41,9 pen.: 0-5 (0-2 + 0-3) 22.09,3 pen.: 0-4 (0-2 + 0-2) 20.33,5 pen.: 0-0 (0-0 + 0-0) |
|                                                                             |                        |           | |
| Kristina Brounéus                                                           | 7,5 km (v)             | 50e       | 26.05,3 (+2.57,3) pen.: 2 (1 + 1) |
| Kristina Brounéus                                                           | 15 km (v)              | 64e       | 1:09.51,1 (+15.59,1) pen.: 5 (0 + 2 + 2 + 1) |
| Magdalena Forsberg                                                          | 7,5 km (v)             | 17e       | 24.19,5 (+1.11,5) pen.: 3 (0 + 3) |
| Magdalena Forsberg                                                          | 15 km (v)              | 14e       | 57.16,9 (+2.24,9) pen.: 3 (0 + 1 + 2 + 0) |
| Maria Schylander                                                            | 7,5 km (v)             | 60e       | 27.46,9 (+4.38,9) pen.: 4 (2 + 2) |
| Maria Schylander                                                            | 15 km (v)              | 49e       | 1:02.35,0 (+8.43,0) pen.: 4 (1 + 1 + 0 + 2) |
| Eva-Karin Westin                                                            | 7,5 km (v)             | 51e       | 26.07,8 (+2.59,8) pen.: 1 (1 + 0) |
| Eva-Karin Westin                                                            | 15 km (v)              | 52e       | 1:03.00,5 (+9.08,5) pen.: 2 (1 + 1 + 0 + 0) |
| Team Maria Schylander Magdalena Forsberg Kristina Brounéus Eva-Karin Westin | 4x7,5 km estafette (v) | 10e       | 1:44.50,8 (+4.37,2) pen.: 0-7 27.28,0 pen.: 0-3 (0-1 + 0-2) 24.06,2 pen.: 0-2 (0-2 + 0-0) 26.42,9 pen.: 0-2 (0-0 + 0-2) 26.33,7 pen.: 0-0 (0-0 + 0-0)  |

### Curling
| Olympiër                                                                               | Discipline | Resultaat | Prestatie |
| -------------------------------------------------------------------------------------- | ---------- | --------- | --- |
| Peja Lindholm Tomas Nordin Magnus Swartling Peter Narup Marcus Feldt                   | mannen     | 6e        | Groepsfase: 6- 2 Zweden - Verenigde Staten 5- 6 Zweden - Japan 7- 6 Zweden - Duitsland 7- 5 Zweden - Groot-Brittannië 4- 7 Zweden - Noorwegen 3- 6 Zweden - Canada 2- 8 Zweden - Zwitserland Tie-Break: 2- 5 Zweden - Verenigde Staten                                      |
| Elisabet Gustafson Katarina Nyberg Louise Marmont Elisabeth Persson Margaretha Lindahl | vrouwen    | Brons     | Groepsfase: 8- 2 Zweden - Noorwegen 8- 5 Zweden - Verenigde Staten 5- 4 Zweden - Denemarken 12- 6 Zweden - Japan 8- 3 Zweden - Duitsland 5- 7 Zweden - Canada 8- 5 Zweden - Groot-Brittannië Halve finale: 5- 7 Zweden - Denemarken Finale: 10- 6 Zweden - Groot-Brittannië |

### Freestyleskiën
| Olympiër            | Discipline  | Resultaat | Prestatie                         |
| ------------------- | ----------- | --------- | --------------------------------- |
| Jesper Rönnbäck     | moguls (m)  | 6e        | 25,32 p. (kwalificatie: 24,16 p.) |
| Kurre Lansburgh     | moguls (m)  | 9e        | 24,71 p. (kwalificatie: 25,14 p.) |
| Patrik Sundberg     | moguls (m)  | 14e       | 23,00 p. (kwalificatie: 24,19 p.) |
| Roger Hållander     | moguls (m)  | 22e       | dnq (kwalificatie: 23,35 p.)      |
| Marja Elfman        | moguls (v)  | 12e       | 22,58 p. (kwalificatie: 23,03 p.) |
| Sara Kjellin        | moguls (v)  | 14e       | 21,52 p. (kwalificatie: 21,59 p.) |
| Jenny Eidolf        | moguls (v)  | 21e       | dnq (kwalificatie: 19,74 p.)      |
| Liselotte Johansson | aerials (v) | 18e       | dnq (kwalificatie: 140,23 p.)     |

### Kunstrijden
| Olympiër         | Discipline | Resultaat | Prestatie           |
| ---------------- | ---------- | --------- | ------------------- |
| Helena Grundberg | vrouwen    | 26e       | dnq (korte kür: 26) |

### Langlaufen
| Olympiër                                                                 | Discipline                    | Resultaat | Prestatie                                           |
| ------------------------------------------------------------------------ | ----------------------------- | --------- | --------------------------------------------------- |
| Anders Bergström                                                         | 30 km klassiek (m)            | 23e       | 1:40.30,8 (+6.35,0)                                 |
| Per Elofsson                                                             | 30 km klassiek (m)            | 10e       | 1:38.47,0 (+4.51,2)                                 |
| Henrik Forsberg                                                          | 10 km klassiek (m)            | 56e       | 30.55,7 (+3.31,2)                                   |
| Henrik Forsberg                                                          | 30 km klassiek (m)            | 25e       | 1:40.44,1 (+6.48,3)                                 |
| Henrik Forsberg                                                          | 50 km vrije stijl (m)         | dnf       | opgave                                              |
| Henrik Forsberg                                                          | achtervolging 10 km+15 km (m) | 31e       | +4.27,2 (10 km:30.55 + 15 km:40.33,9)               |
| Mathias Fredriksson                                                      | 50 km vrije stijl (m)         | 20e       | 2:14.05,9 (+8.57,7)                                 |
| Niklas Jonsson                                                           | 10 km klassiek (m)            | 25e       | 29.04,9 (+1.40,4)                                   |
| Niklas Jonsson                                                           | 50 km vrije stijl (m)         | Zilver    | 2:05.16,3 (+8,1)                                    |
| Niklas Jonsson                                                           | achtervolging 10 km+15 km (m) | 10e       | +1.24,0 (10 km:29.04 + 15 km:39.21,7)               |
| Torgny Mogren                                                            | 50 km vrije stijl (m)         | 34e       | 2:17.28,8 (+12.20,6)                                |
| Team Mathias Fredriksson Niklas Jonsson Per Elofsson Henrik Forsberg     | 4x10 km estafette (m)         | 4e        | 1:42.25,2 (+1.29,5) 26.33,7 26.07,9 25.25,2 24.18,4 |
|                                                                          |                               |           |                                                     |
| Elin Ek                                                                  | 5 km klassiek (v)             | 43e       | 19.19,2 (+1.41,3)                                   |
| Elin Ek                                                                  | 15 km klassiek (v)            | 35e       | 51.51,0 (+4.55,6)                                   |
| Elin Ek                                                                  | achtervolging 5 km+10 km (v)  | dns       | niet gestart 10 km (5 km:19.19 + 10 km:dns)         |
| Anette Fanqvist                                                          | 30 km vrije stijl (v)         | 37e       | 1:33.10,7 (+11.09,2)                                |
| Antonina Ordina                                                          | 5 km klassiek (v)             | 24e       | 18.50,7 (+1.12,8)                                   |
| Antonina Ordina                                                          | 15 km klassiek (v)            | 19e       | 50.12,6 (+3.17,2)                                   |
| Antonina Ordina                                                          | 30 km vrije stijl (v)         | 11e       | 1:26.13,8 (+4.12,3)                                 |
| Antonina Ordina                                                          | achtervolging 5 km+10 km (v)  | 19e       | +2.05,7 (5 km:18.50 + 10 km:29.22,6)                |
| Karin Säterkvist                                                         | 5 km klassiek (v)             | 36e       | 19.12,9 (+1.35,0)                                   |
| Karin Säterkvist                                                         | 15 km klassiek (v)            | 25e       | 51.02,6 (+4.07,2)                                   |
| Karin Säterkvist                                                         | 30 km vrije stijl (v)         | 45e       | 1:34.15,1 (+12.13,6)                                |
| Karin Säterkvist                                                         | achtervolging 5 km+10 km (v)  | 28e       | +3.19,5 (5 km:19.12 + 10 km:30.14,4)                |
| Team Antonina Ordina Anette Fanqvist Magdalena Forsberg Karin Säterkvist | 4x5 km estafette (v)          | 8e        | 57.53,7 (+2.40,2) 14.32,0 14.44,8 14.12,1 14.24,8   |

### Rodelen
| Olympiër                      | Discipline | Resultaat | Prestatie                                             |
| ----------------------------- | ---------- | --------- | ----------------------------------------------------- |
| Mikael Holm                   | mannen     | 11e       | 3.20,798 (+2,362) (50,324 / 50,197 / 50,146 / 50,131) |
| Bengt Walden                  | mannen     | 19e       | 3.22,552 (+4,116) (50,750 / 50,479 / 50,722 / 50,601) |
| Anders Söderberg              | mannen     | 21e       | 3.23,029 (+4,593) (50,878 / 50,696 / 50,708 / 50,747) |
| Anders Söderberg Bengt Walden | dubbel     | 12e       | 1.42,862 (+1,757) (51,725 / 51,137)                   |

### Shorttrack
| Olympiër         | Discipline | Resultaat | Prestatie                                     |
| ---------------- | ---------- | --------- | --------------------------------------------- |
| Martin Johansson | 500 m (m)  | 20e       | dnq, vr 2 (3e): 44,003                        |
| Martin Johansson | 1000 m (m) | 12e       | dnq, kf 2 (4e): 1.33,047, vr 3 (1e): 1.31,515 |

### Snowboarden
| Olympiër            | Discipline       | Resultaat | Prestatie                            |
| ------------------- | ---------------- | --------- | ------------------------------------ |
| Jacob Söderqvist    | halfpipe (m)     | 6e        | 77,8 p. kwal. 1: 30,9 kwal. 2:39,2 q |
| Pontus Ståhlkloo    | halfpipe (m)     | 18e       | dnq kwal. 1: 33,5 kwal. 2:37,9       |
| Ingemar Backman     | halfpipe (m)     | 22e       | dnq kwal. 1: 35,5 kwal. 2:37,0       |
| Fredrik Sterner     | halfpipe (m)     | 23e       | dnq kwal. 1: 32,4 kwal. 2:36,5       |
| Stephen Copp        | reuzenslalom (m) | 18e       | 2.11,89 (+7,93) 1.04,14+1.07,75      |
| Richard Richardsson | reuzenslalom (m) | 24e       | opgave run 2 1.02,93+dnf             |
| Jenny Jonsson       | halfpipe (v)     | 7e        | 65,9 p. kwal. 1: 34,5 q              |
| Jennie Waara        | halfpipe (v)     | 8e        | 62,7 p. kwal. 1: 31,9 kwal. 2:34,5 q |
| Anna Hellman        | halfpipe (v)     | 23e       | dnq kwal. 1: 20,0 kwal. 2:22,7       |
| Marie Birkl         | reuzenslalom (v) | 10e       | 2.23,91 (+6,57) 1.15,99+1.07,92      |

### IJshockey
| Olympiër | Discipline | Resultaat | Prestatie |
| --- | ---------- | --------- | --- |
| Tommy Salo Tommy Albelin Calle Johansson Nicklas Lidström Mattias Norström Marcus Ragnarsson Ulf Samuelsson Mattias Öhlund Daniel Alfredsson Mikael Andersson Ulf Dahlén Peter Forsberg Andreas Johansson Jörgen Jönsson Patric Kjellberg Mats Lindgren Michael Nylander Mikael Renberg Tomas Sandström Mats Sundin Niklas Sundström | mannen     | 5e        | Hoofdronde groep D: 4- 2 Zweden - Verenigde Staten 2- 3 Zweden - Canada 5- 2 Zweden - Wit-Rusland Kwartfinale: 1- 2 Zweden - Finland |
| Annica Åhlén Lotta Almblad Gunilla Andersson Kristina Bergstrand Pernilla Burholm Susanne Ceder Ann-Louise Edstrand Joa Elfsberg Åsa Elfving Anne Ferm Lotta Göthesson Linda Gustafsson Malin Gustafsson Erika Holst Åsa Lidström Ylva Lindberg Tina Månsson Pia Morelius Maria Rooth Therese Sjölander                              | vrouwen    | 5e        | Groepsfase: 0- 6 Zweden - Finland 1- 7 Zweden - Verenigde Staten 3- 5 Zweden - Canada 1- 3 Zweden - China 5- 0 Zweden - Japan        |

Amerikaanse Maagdeneilanden · Andorra · Argentinië · Armenië · Australië · Azerbeidzjan · België · Bermuda · Bosnië en Herzegovina · Brazilië · Bulgarije · Canada · Chili · China · Chinees Taipei · Cyprus · Denemarken · Duitsland · Estland · Finland · Frankrijk · Georgië · Griekenland · Groot-Brittannië · Hongarije · Ierland · IJsland · India · Iran · Israël · Italië · Jamaica · Japan · Joegoslavië · Kazachstan · Kenia · Kirgizië · Kroatië · Letland · Liechtenstein · Litouwen · Luxemburg · Macedonië · Moldavië · Monaco · Mongolië · Nederland · Nieuw-Zeeland · Noord-Korea · Noorwegen · Oekraïne · Oezbekistan · Oostenrijk · Polen · Portugal · Puerto Rico · Roemenië · Rusland · Slovenië · Slowakije · Spanje · Trinidad en Tobago · Tsjechië · Turkije · Uruguay · Venezuela · Verenigde Staten · Wit-Rusland · Zuid-Afrika · Zuid-Korea · Zweden · Zwitserland